# Louisville Zoological Garden
Koordinaten: 38° 12′ 19″ N, 85° 42′ 19″ W
Der Louisville Zoological Garden, zuweilen auch einfach nur Louisville Zoo genannt, ist der Zoo der Stadt Louisville im US-Bundesstaat Kentucky. Der Zoo wurde 1969 eröffnet. Er ist ein staatlicher Zoo in Kentucky und wird als gemeinnützige Organisation (non-profit organization) betrieben. Etwa 0,9 Millionen Personen besuchen den Zoo pro Jahr. Sein Motto lautet Better the Bond Between People and Our Planet (die Verbindung zwischen Menschen und unserem Planeten zu verbessern). Der Zoo bemüht sich dazu um eine Führungsrolle in der Naturschutzerziehung. Er ist Mitglied der American Alliance of Museums (AAM) sowie der Association of Zoos and Aquariums (AZA).

## Anlagenkonzept
Die Gestaltung der Anlagen des Louisville Zoos ist darauf ausgerichtet, Tiere in Gruppen und geografisch passenden Artengemeinschaften zu zeigen. Dazu ist der Zoo in Sektionen aufgeteilt, die beispielsweise Tiere aus Afrika (African Outpost), aus Australien (Wallaroo Walkabout) oder aus Küstengebieten und arktischen Regionen (Glacier Run) zusammenfassen. Eine große Abteilung zeigt Tiere aus Nord-, Mittel- und Südamerika (New World Exhibit). Spezielle Anlagen wurden für Primaten (Gorilla Forest) und Großkatzen (Tiger Taiga) eingerichtet. Entlang der Verbindungswege sind botanische Gärten angelegt. Mit einer Zoo-Eisenbahn können die Besucher zu den verschiedenen Sektionen transportiert werden.

## Tierbestand
Im Louisville Zoological Garden werden ca. 1100 Tiere auf einer Gesamtfläche von 53 Hektar gehalten. In der Sektion für Vögel wird auch der Weißkopfseeadler (Haliaeetus leucocephalus), der Wappenvogel der Vereinigten Staaten untergebracht. Außerdem sind viele sehr unterschiedliche Vogelarten der verschiedenen Kontinente, teilweise in großen Volieren zu besichtigen. Nachfolgende Bilder zeigen einige ausgewählte Vogelarten.

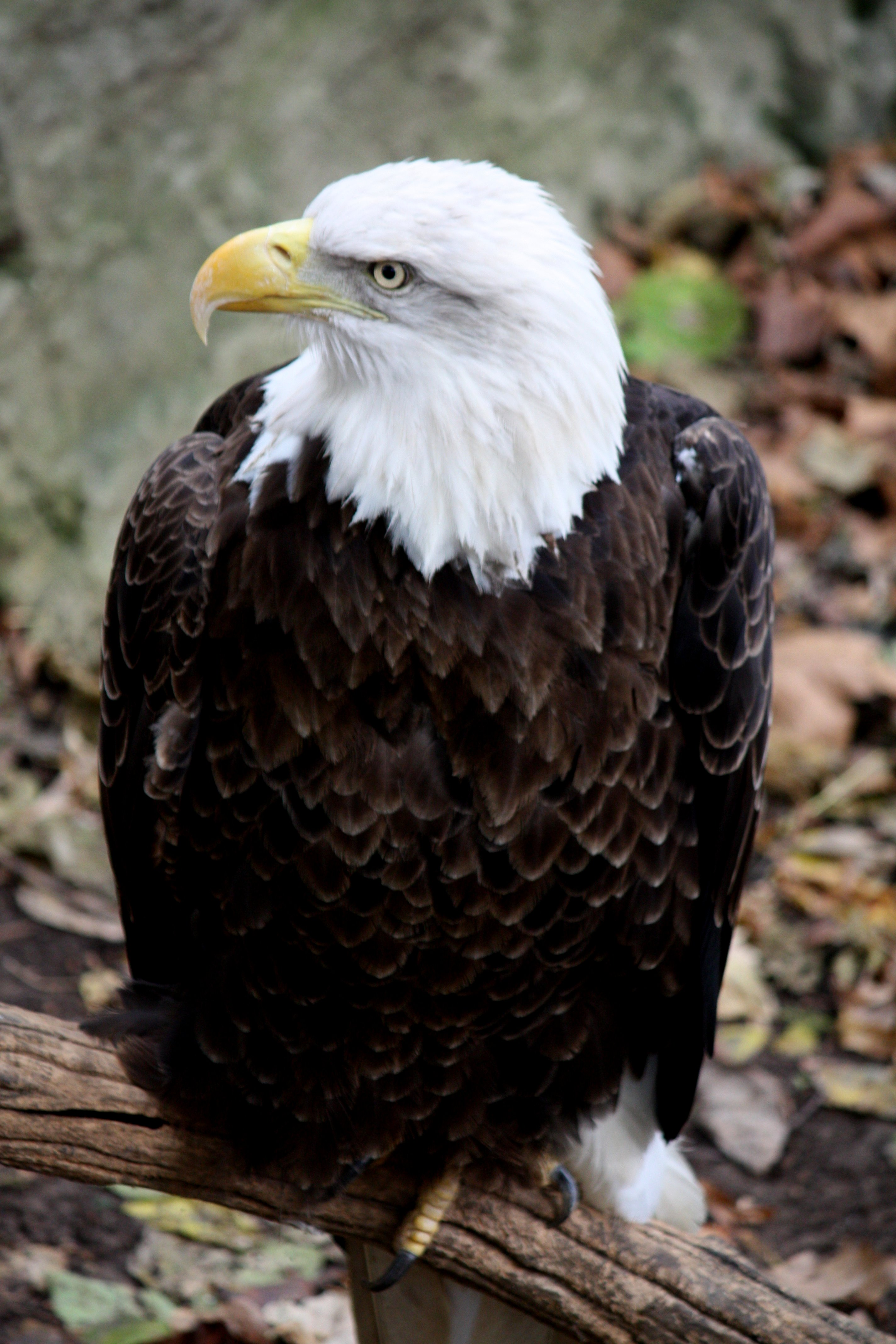
Weißkopfseeadler, der Wappenvogel der USA
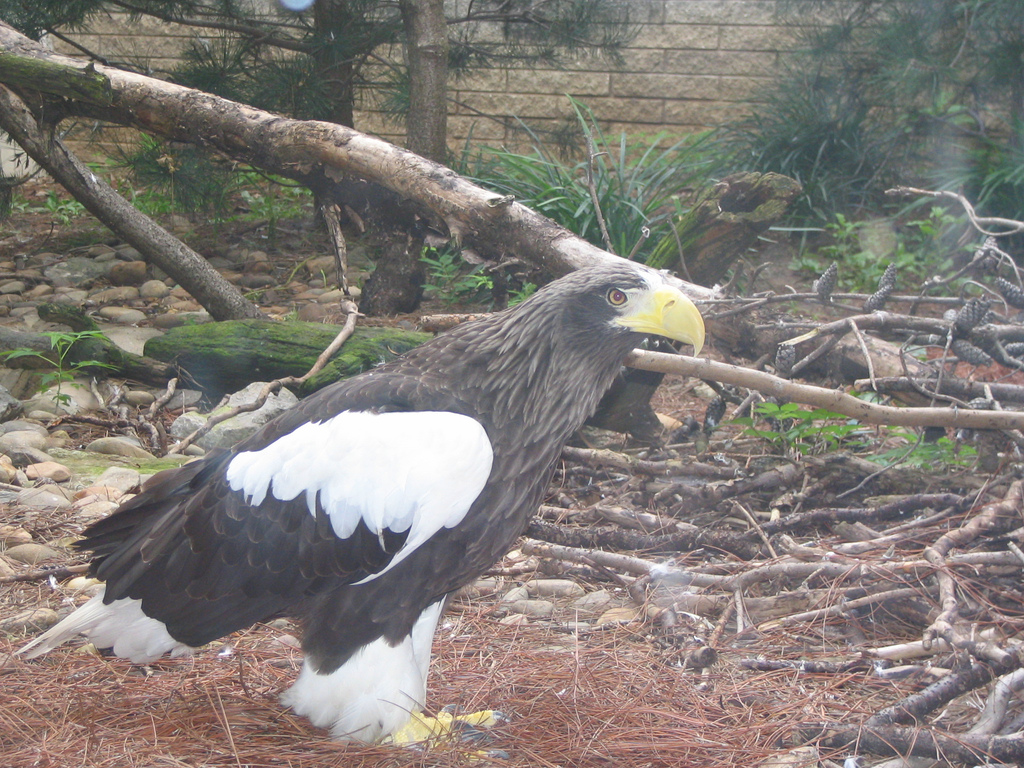
Riesenseeadler
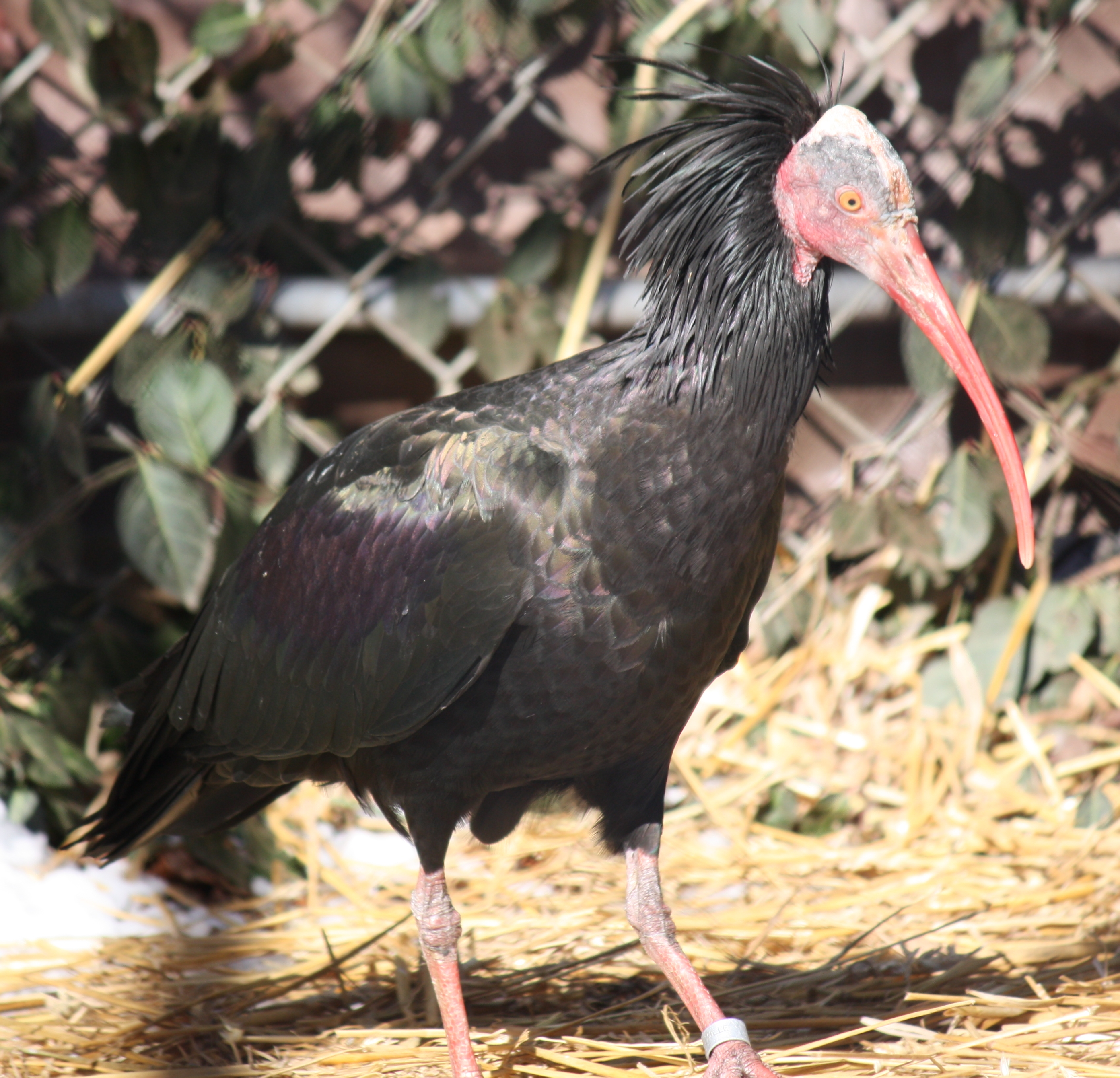
Waldrapp
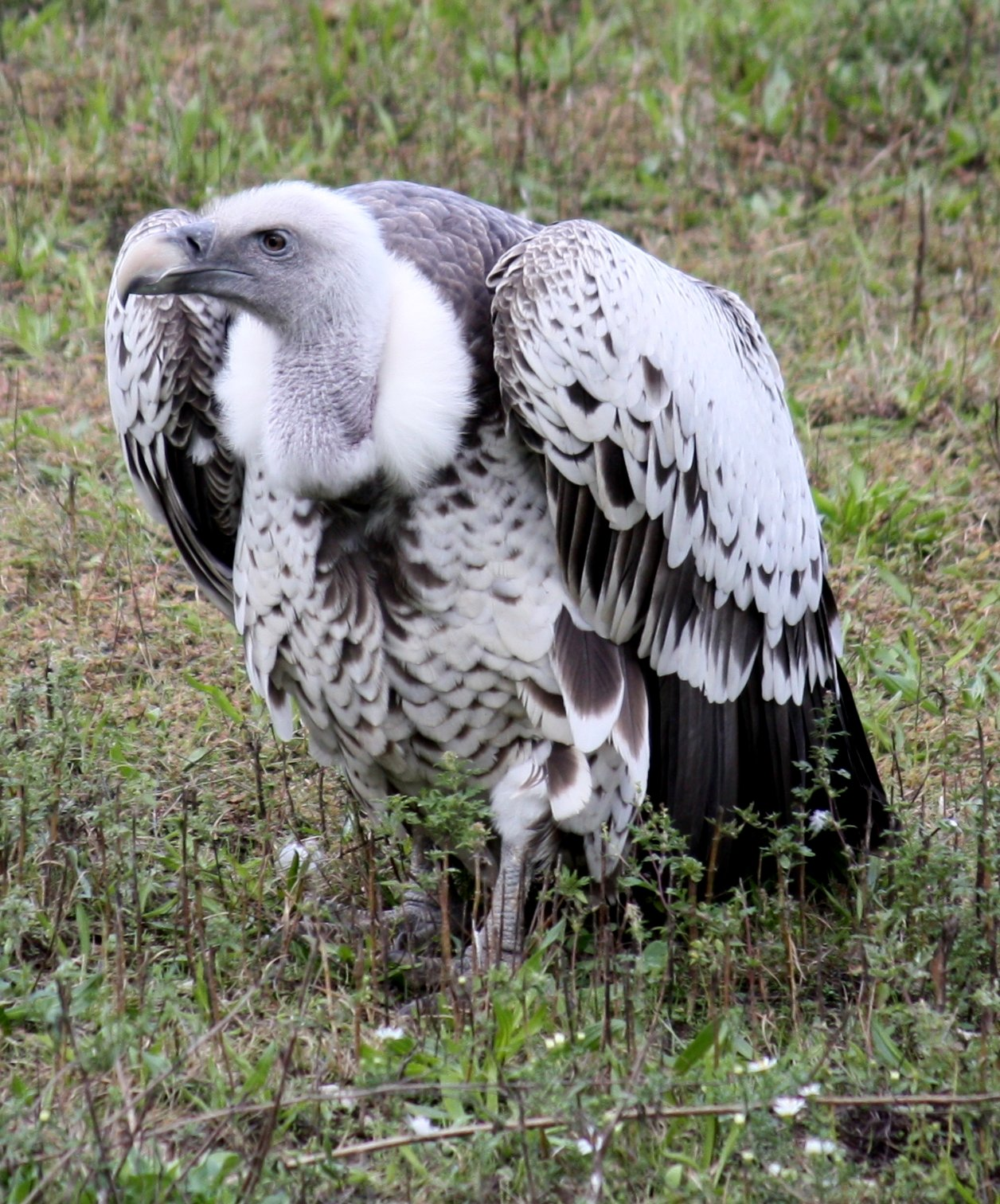
Sperbergeier (vom Aussterben bedroht)

Besondere Bemühungen werden unternommen, um gefährdete oder vom Aussterben bedrohte Arten zu erhalten. Ein Sonderprogramm im Rahmen des Species Survival Plan (Artenüberlebensplan) kümmert sich um die Zucht eines der am stärksten gefährdeten Tiere Nordamerikas, den Schwarzfußiltis (Mustela nigripes), der im 20. Jahrhundert irrtümlich bereits als ausgestorben gemeldet wurde. Seit dem Beginn des Programms im Jahr 1990 bis Anfang 2020 wurden 1100 Jungtiere im Louisville Zoo geboren. Davon konnten 680 Tiere ausgewildert werden. Nachfolgende Bilder zeigen einige ausgewählte Säugetierarten.

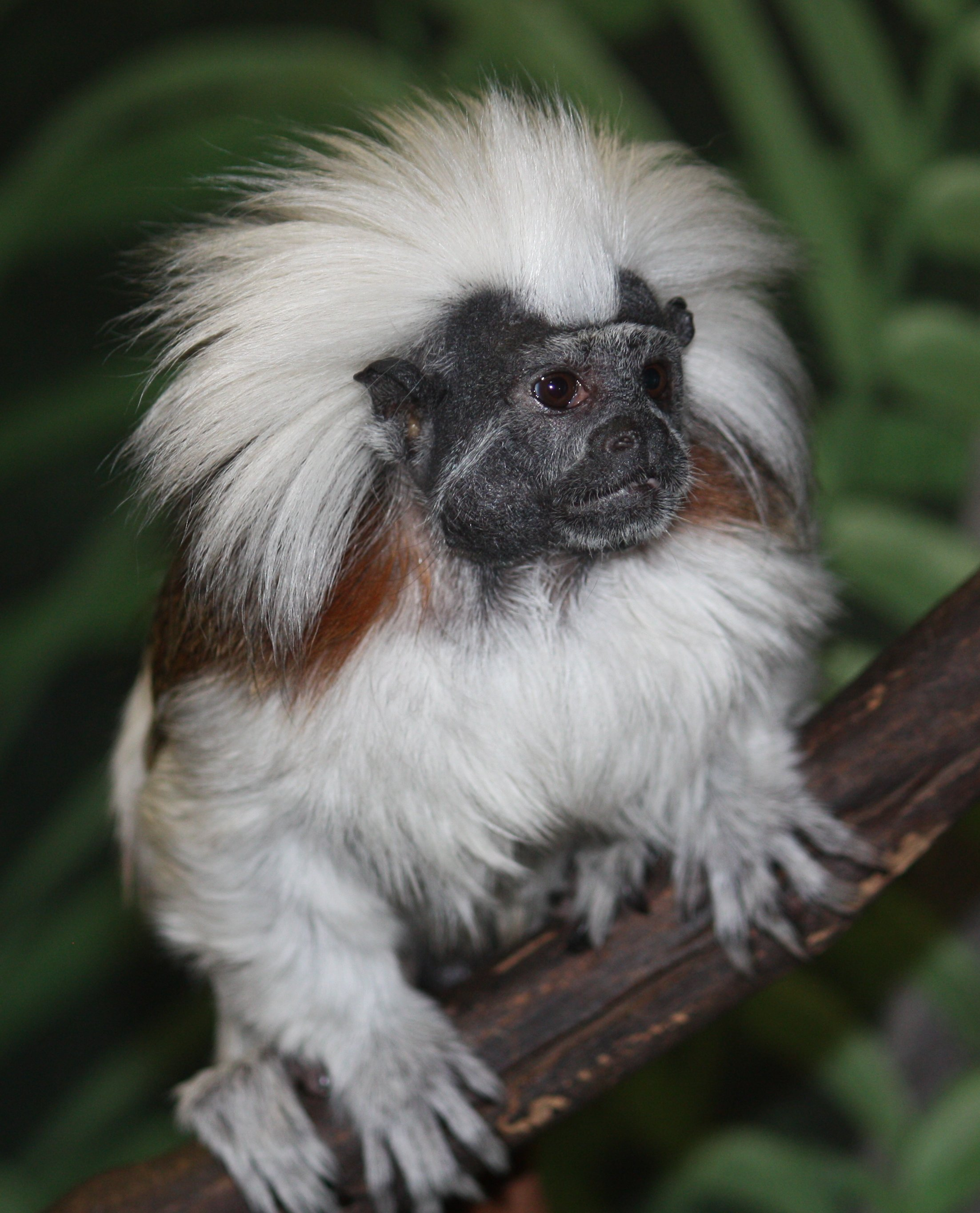
Lisztaffe
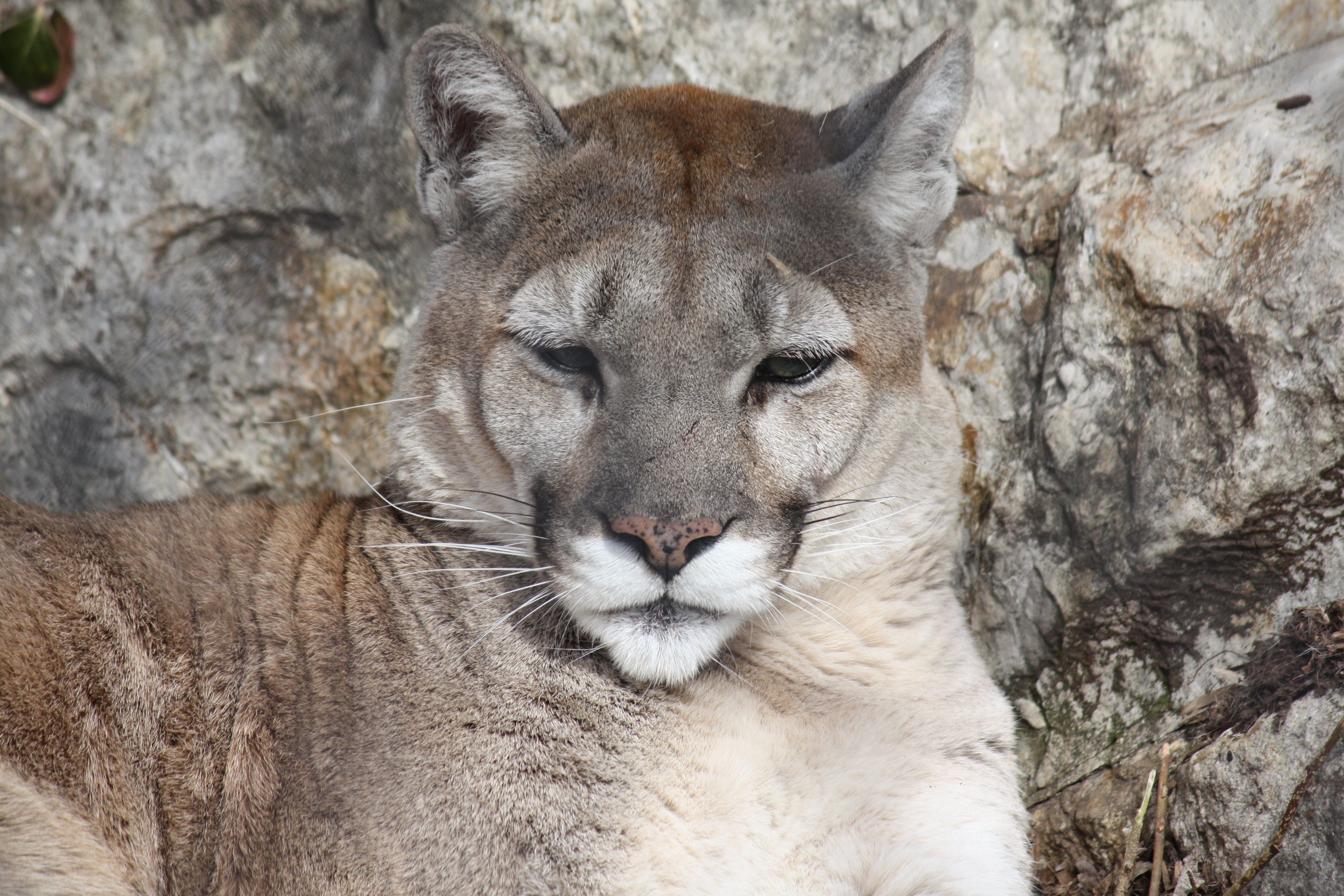
Puma
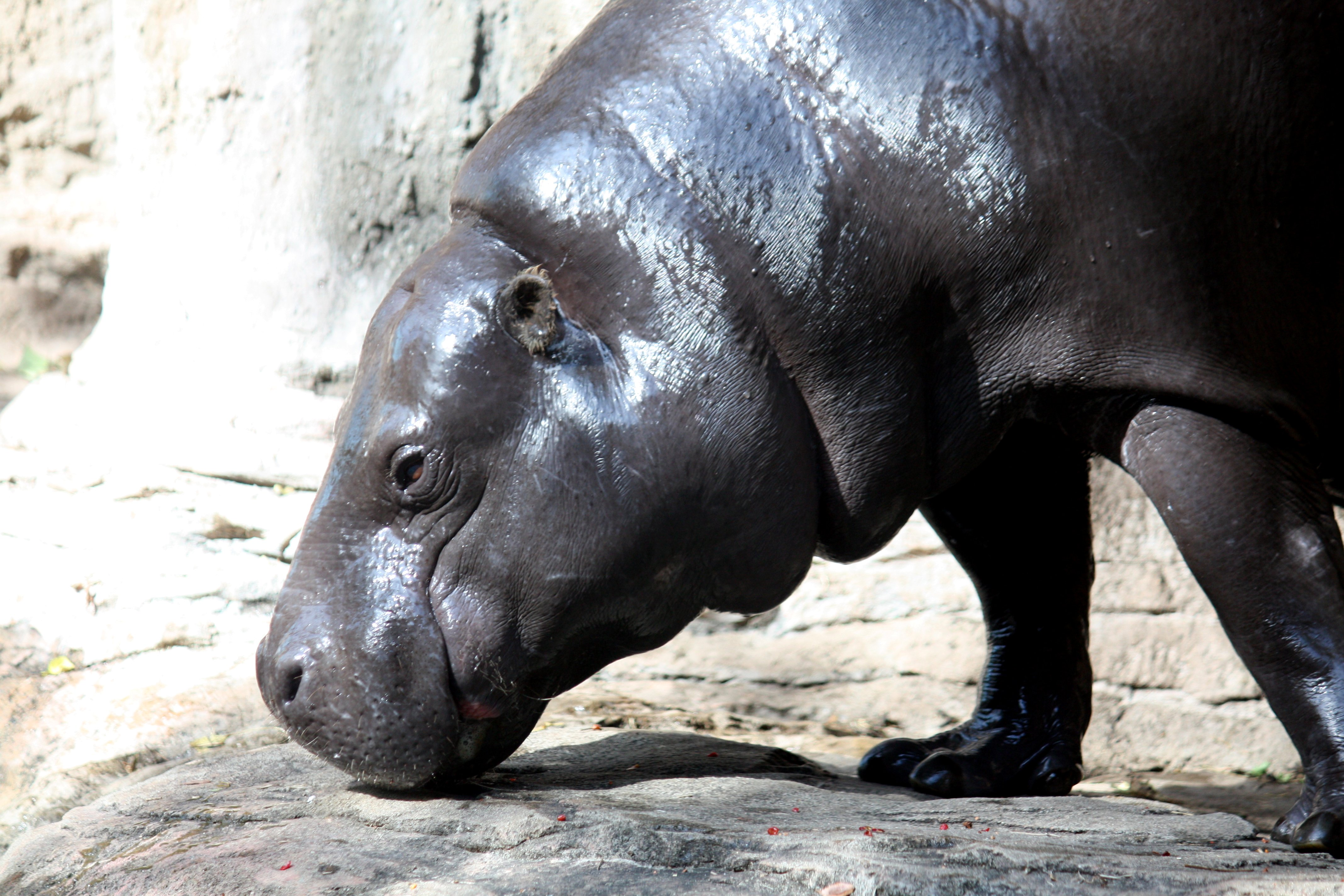
Zwergflusspferd
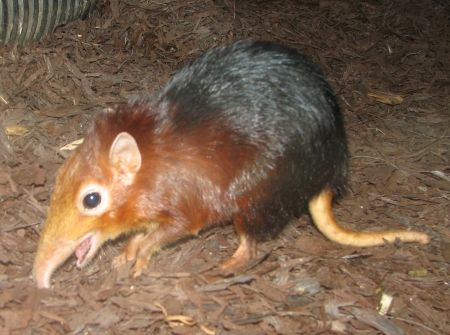
Rüsselspringer
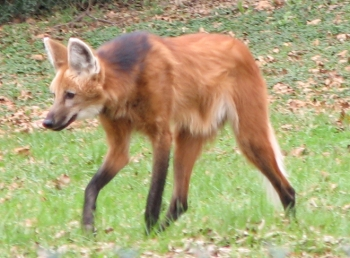
Mähnenwolf
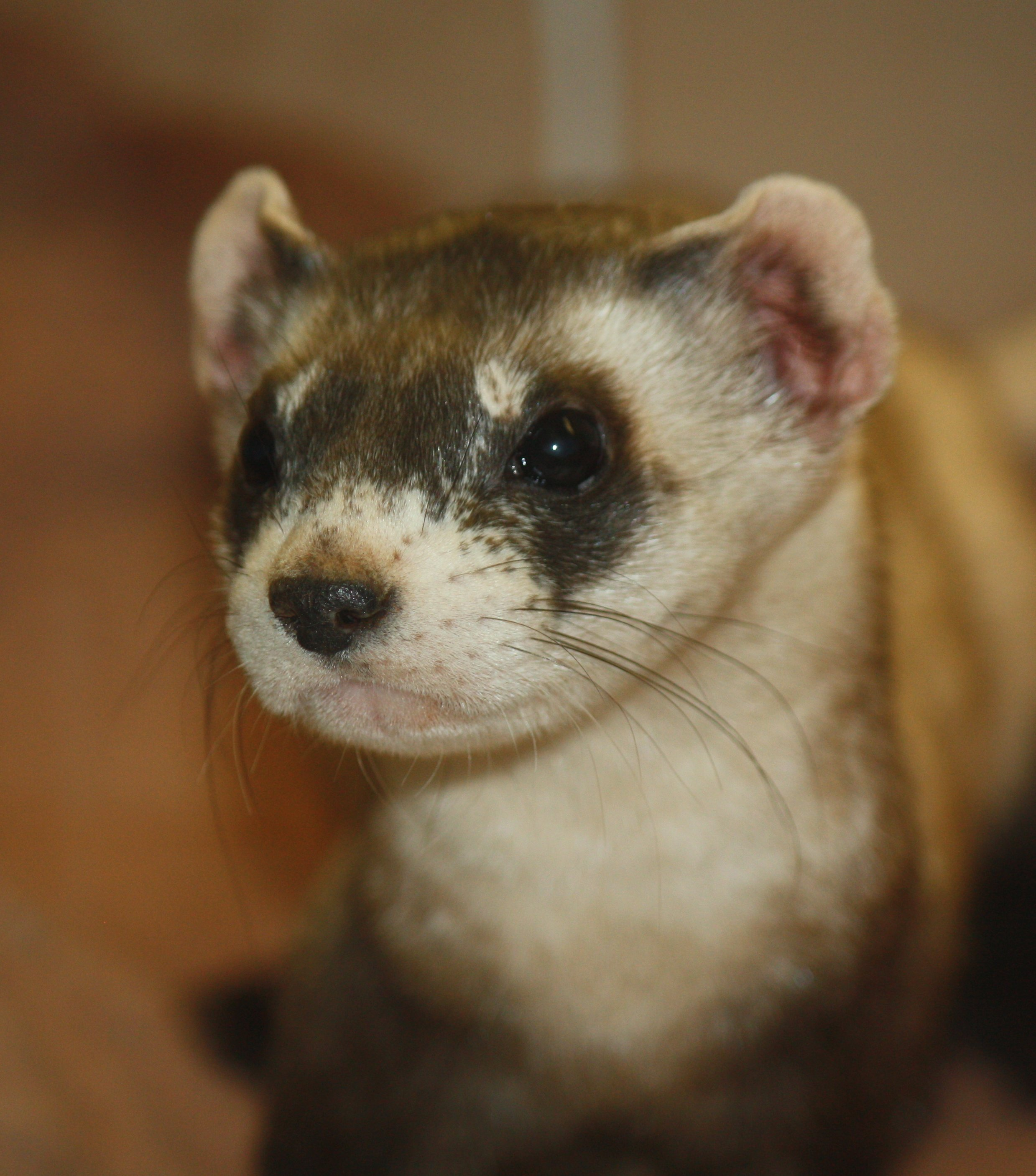
Schwarzfußiltis

Dem Zoo angeschlossen sind auch ein Bildungszentrum (Meta Zoo Education Center) sowie ein Schauaquarium mit dazugehörendem Herpetarium und ein Insektarium, wo Fische, Reptilien, Amphibien, Insekten und Spinnen gezeigt werden. Der Louisville Zoo beherbergt auch eine Gruppe der vom Aussterben bedrohten Panama-Stummelfußfrösche (Atelopus zeteki). Der Zoo arbeitet daran, diese Froschart vor dem Aussterben zu bewahren. Ihre Zahl ist in freier Wildbahn teilweise aufgrund der Ausbreitung des für den Frosch tödlichen Chytridpilzes und der Zerstörung des Lebensraums durch Urbanisierung stark zurückgegangen. Nachfolgend sind einige ausgewählten Arten aus den Bereichen Herpetarium-Insektarium-Aquarium gezeigt.

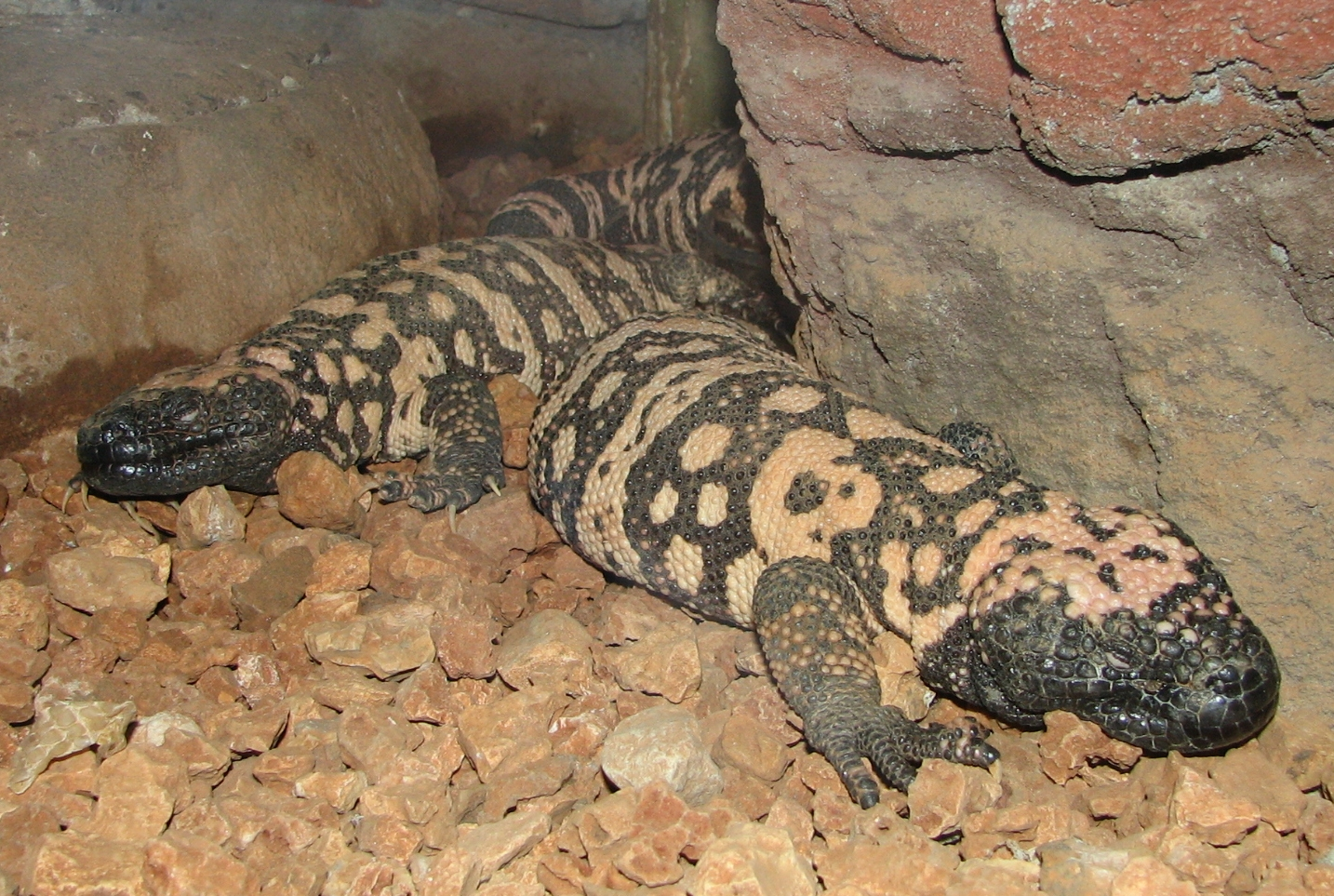
Gila-Krustenechsen
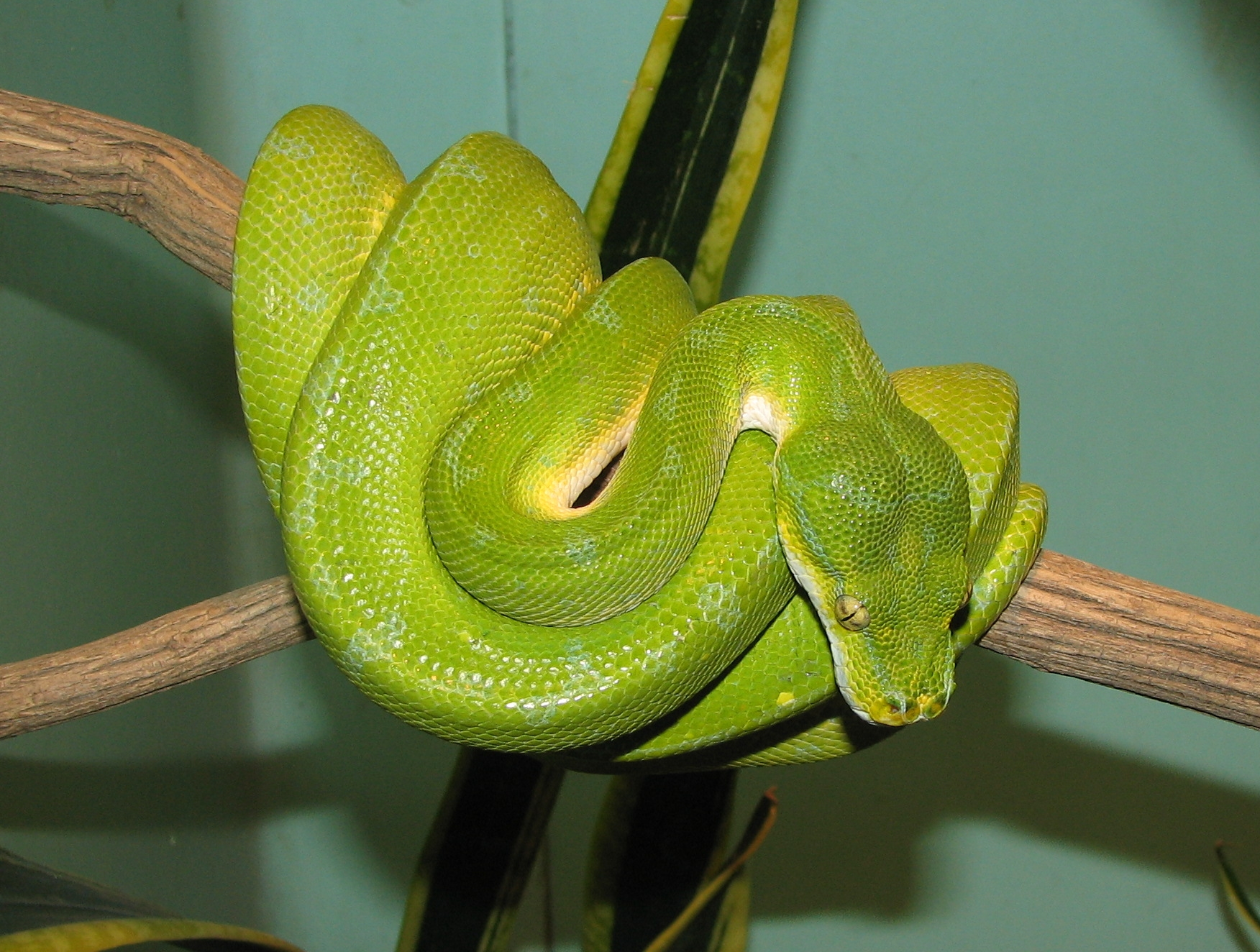
Grüner Baumpython
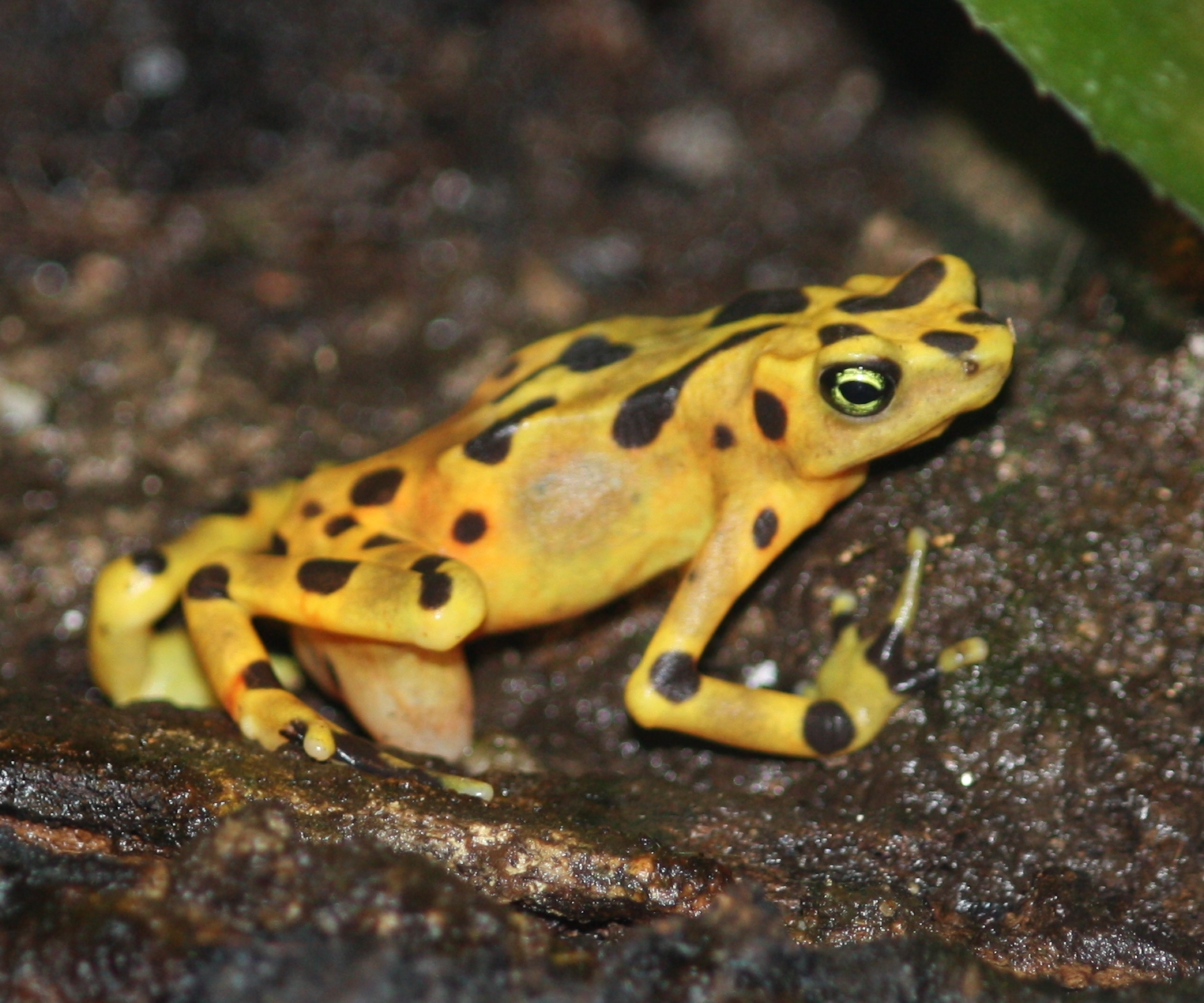
Panama-Stummelfußfrosch
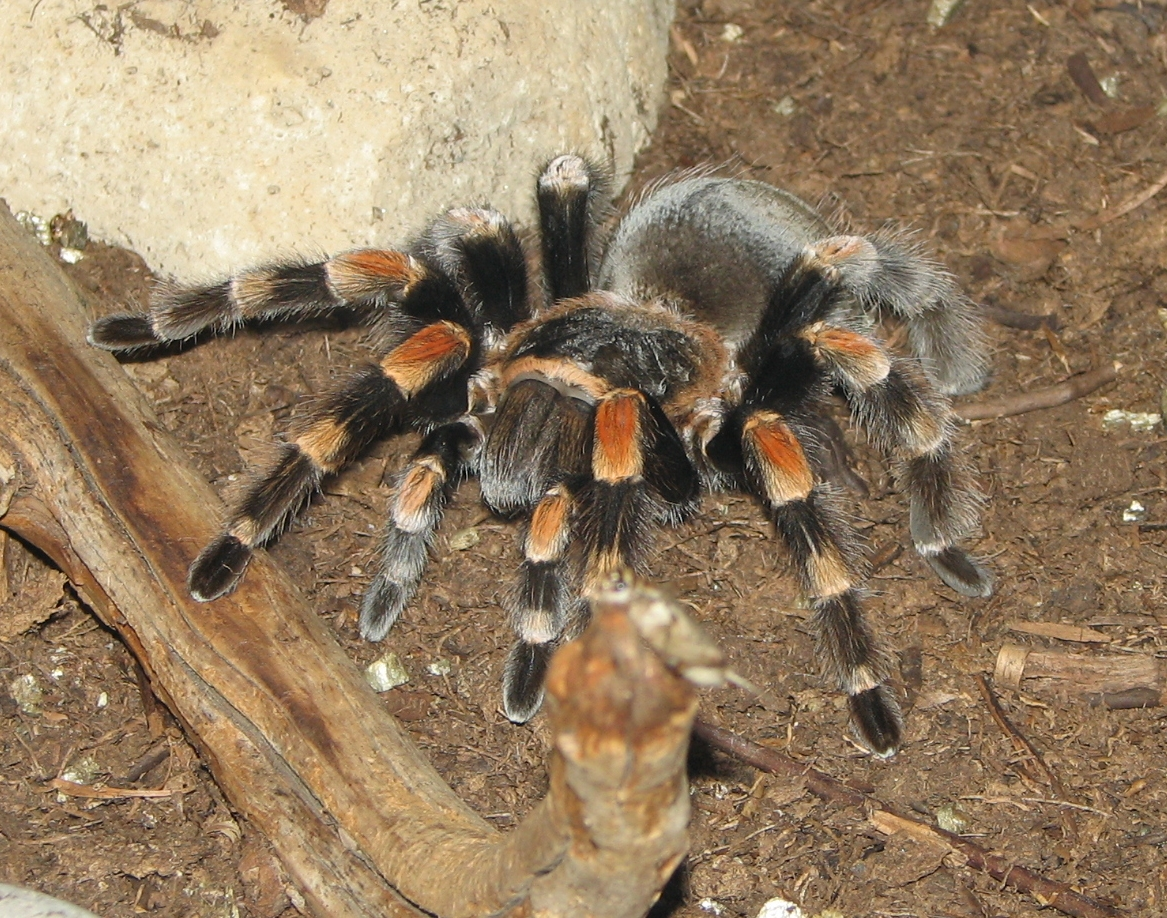
Mexikanische Rotknie-Vogelspinne
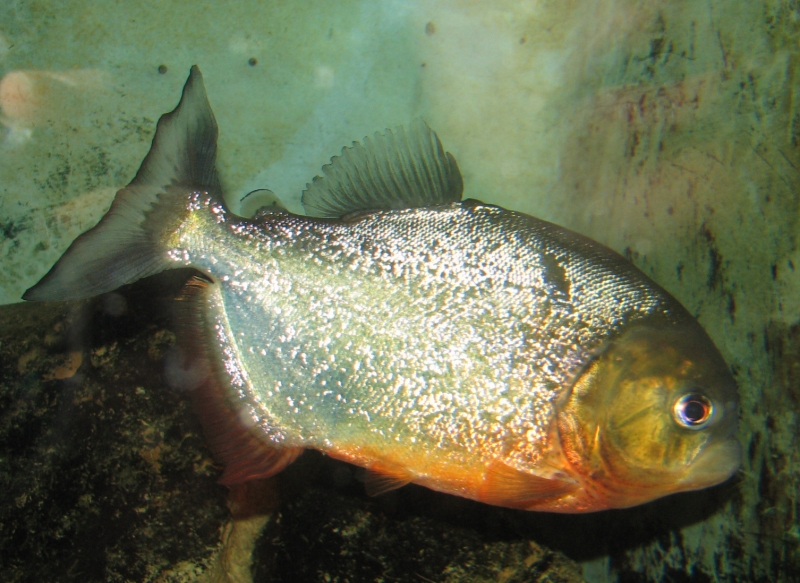
Roter Piranha
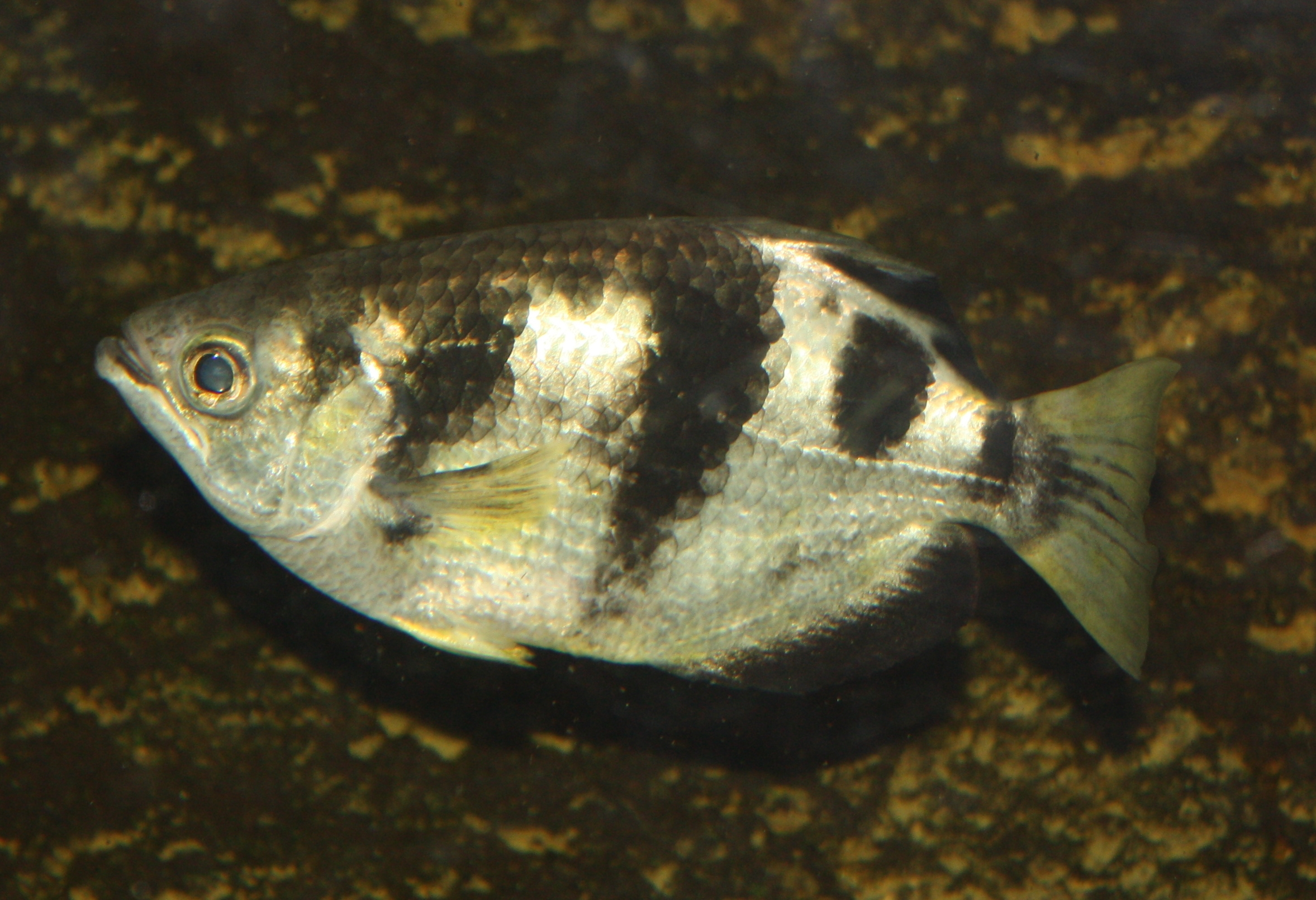
Schützenfisch